# Milkovics Pál
Milkovics Pál Péter (Budapest, 1979. július 29. –) magyar médiavállalkozó, újságíró, műsorvezető, producer, a Brit Media Befektetési Kft. tulajdonosa.

## Karrierje
Zsidó családban született, gyermekkora nagy részét Esztergomban töltötte. Édesapja újságíró volt, ennek hatására már 14 éves korától gyakornokoskodott a városi televíziónál. Miután Budapestre költözött, gyorsan ívelt felfelé a karrierje, dolgozott a TV2-nél, majd az RTL Klubhoz került, ahol 22 évesen lett a Reggeli című műsor főszerkesztője. Műsorvezetőként a Gastro Fanatic című műsort készítette. A tévétől nem sokkal később azonban elbocsátották, ekkor döntött úgy, hogy vállalkozó lesz. 2005-től az Independent Europena Media Group (IEMG Kft.) producereként készített műsorokat. A vállalatban társtulajdonos, a nemzetközi produkciókért felelős vezető. Később Romániában és Finnországban is gyártott életmód témájú műsorokat, ezekkel több száz embernek adott munkát, de végül úgy határozott, hogy inkább olyan országban akar vállalkozni, ahol beszéli a nyelvet. Milkovics ezek után Prágában megalapította az S&P Broadcasting nevű céget, és elindított két tematikus tévécsatornát, melyek Csehországban és Szlovákiában foghatóak: a Mňam TV-t és a Mňau TV-t, előbbi gasztronómiával, utóbbi háziállatokkal (elsősorban kutyákkal és macskákkal) foglalkozik. A Mňau TV havi 820 ezres nézettséget ért el. 2018-ban, a Magyar Nemzet napilap megszűnésének hírére megkereste a lap akkori tulajdonosát, Simicska Lajost, hogy megvásárolná a lapot, és tervei szerint ingyenes újságként működtetné tovább, de nem kapott választ Simicskától, így visszavonta az ajánlatát. Milkovics Pál ezután a 24.hu-nak adott interjújában közölte, hogy egy új, ingyenes magyar napilap elindítását tervezi.
A cseh cégét 2019-ben eladta, és megalapította a Global Post Hun Kft.-t, ami a Pesti Hírlap névre keresztelt napilapot adja ki. Az újság 2020. január 30-án indult, de márciusban fel kellett függeszteni a Covid19-pandémia miatt. Április 22-én bejelentették, hogy a Pesti Hírlapban 20 százalékos tulajdonos lesz a Brit Media Befektetési Kft., melynek akkori tulajdonosa Köves Slomó volt. Júliusban kiderült, hogy a Pesti Hírlap 100%-a a Brit Mediához kerül, Köves Slomó pedig kivonul a médiából, Milkovics Pál pedig bevásárolta magát a cégbe. így Milkovics lett a 168 Óra, a Pesti Hírlap, és a Neokohn.hu tulajdonosa is.